# Порт Кларенс (Аљаска)
Порт Кларенс (енгл. Port Clarence) насељено је место без административног статуса у америчкој савезној држави Аљаска.

## Демографија
По попису из 2010. године број становника је 24, што је 3 (14,3%) становника више него 2000. године.
| Група             | 2000.      | 2010.      |
| Белци             | 18 (85,7%) | 20 (83,3%) |
| Афроамериканци    | 1 (4,8%)   | 1 (4,2%)   |
| Азијати           | 0 (0,0%)   | 0 (0,0%)   |
| Хиспаноамериканци | 1 (4,8%)   | 3 (12,5%)  |
| Укупно            | 21         | 24         |